# Maiale all'alentejana
Il maiale all'alentejana (in portoghese carne de porco à alentejana) è uno dei piatti più tradizionali e popolari della cucina portoghese. È una combinazione di carne di maiale e vongole, usualmente condito con patate e varie spezie

## Origine
La sua origine è incerta, poiché nonostante il nome richiami la regione dell'Alentejo, è più spesso attribuito all'Algarve. Il motivo di questa attribuzione è la presenza delle vongole, molto più comuni nelle zone costiere come l'Algarve piuttosto che in luoghi lontani dall'oceano, come la maggior parte dell'Alentejo. Potrebbe trattarsi di un esempio di cucina fusion, tra i piatti di maiale dell'interno dell'Alentejo e piatti di pesce della costa dell'Algarve.

## Preparazione
Di solito, circa 800 g di carne di maiale vengono tagliati a pezzetti e marinati per qualche tempo in vino bianco, paprika, pasta di peperoncino, aglio tritato, coriandolo, alloro, sale e pepe bianco. Nel nord del Portogallo viene spesso aggiunto il cumino. Il maiale viene poi rosolato fino a doratura, momento in cui vengono aggiunte le vongole, e il tutto viene cotto ancora per qualche minuto.
Tradizionalmente, il piatto viene servito con patatine fritte a cubetti o patate al forno.